# Samuel Palmer
Pour les articles homonymes, voir Palmer.

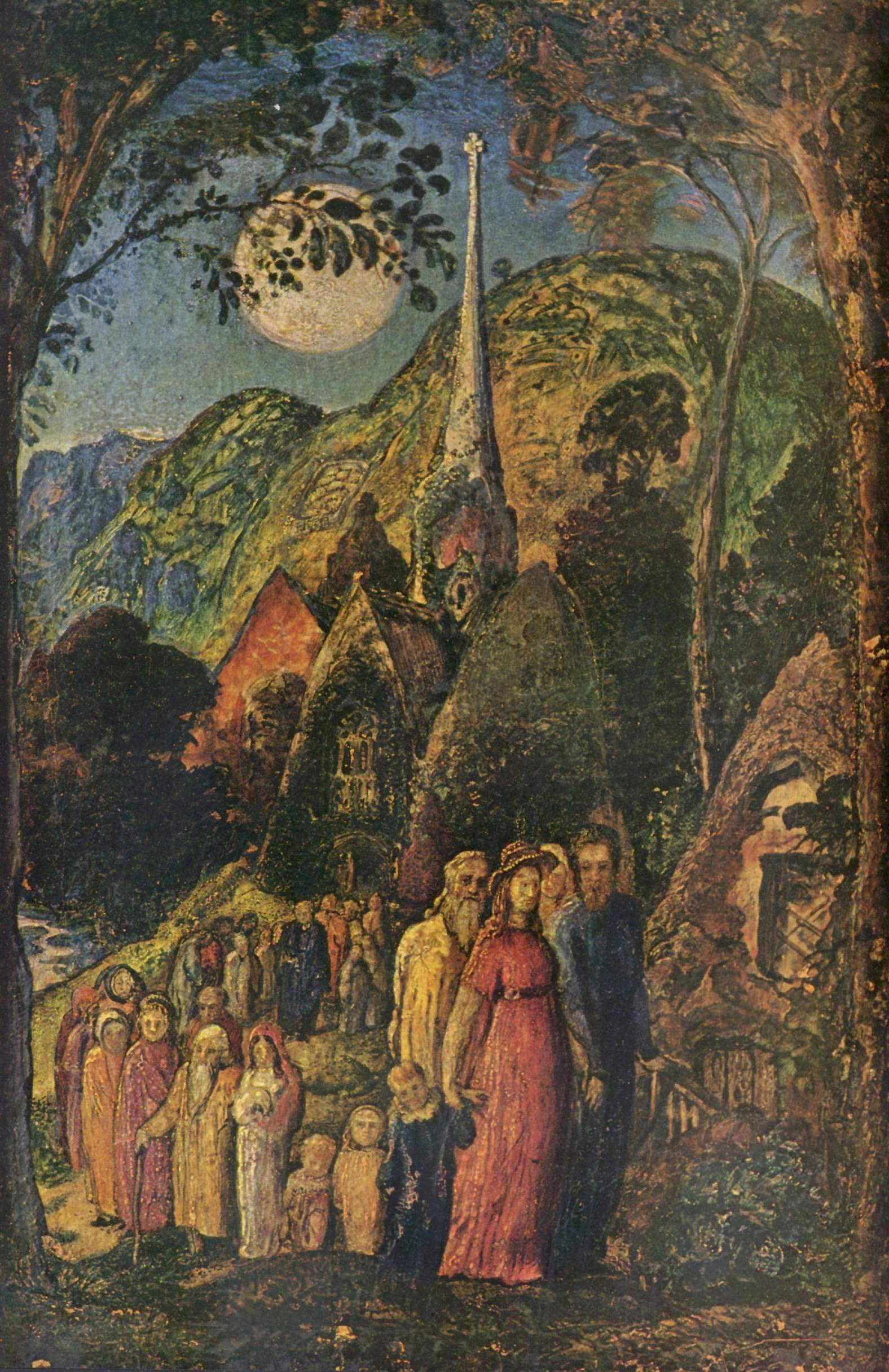
Après le service du soir

Samuel Palmer, né le 27 janvier 1805 à Newington (Londres) et mort le 24 mai 1881 à Redhill, dans le Surrey, est un paysagiste, aquafortiste et graveur romantique britannique ayant fait partie des Anciens de Shoreham (en), un groupe d'admirateurs de William Blake.

## Biographie
À douze ans, il peint des églises, et âgé de quatorze ans il expose à la Royal Academy des tableaux d'inspiration fortement turnerienne.
Grâce au peintre John Linnell, il rencontre William Blake en 1824, dont l'inspiration se fera ressentir sur ses œuvres durant environ une décennie. 

### A Shoreham
À cette époque, il peint des paysages des environs de Shoreham, près de Sevenoaks, dans le Kent où il a vécu pendant environ sept ans. Il y fait l'acquisition d'une petite maison, surnommée « Rat Abbey », dans laquelle il vit de 1826 à 1835, décrivant la région aux alentours comme un paradis mystérieux et visionnaire, et où il noue des relations avec les « Anciens », un groupe de peintres dont le style est influencé par Blake.
Pour lui, ce village représentait une sorte de paradis rural, un paysage idéal, touché par une présence divine. Il a appelé la vallée de Darent la «vallée de la vision». Les images de Palmer de cette période sont intensément personnelles et ont souvent une qualité mystique, voire visionnaire, comparable à l'œuvre de William Blake (1757-1827).
Sa référence fréquente au poète romain Virgile rappelle le grand impact que les illustrations de Blake pour les «Pastorales de Virgile» de Robert John Thornton ont eu sur lui.
En 1835 il se rend à l'Ouest du pays et plus particulièrement au Pays de Galles, avec le peintre animalier Henry Walter. Il y retournera et y découvre de nouveaux paysages. 

### Voyage en Italie
Il passe une longue lune de miel en Italie en 1837–1839. Ce fut un tournant dans sa carrière: après s'être spécialisé dans le paysage anglais visionnaire, il se tourne vers le paysage italien comme sujet.
Après son retour[Quand ?] à Londres, ses œuvres se font moins mystiques, plus conventionnelles.
Éprouvé par les difficultés financières et la mort de son fils aîné en 1861, il déménage souvent avant de s'éteindre dans l'anonymat.

## Œuvre

### Aquarelles
- Scène de montagne (1826–1828), aquarelle et gomme arabique sur papier, sur acajou, 21 × 14 cm, Tate Gallery, Londres[5]
- Une étable au toit de mousse (vers 1829), aquarelle et gouache, 44 × 60 cm, Centre d'art britannique de Yale[6]
- Retour de l'église le soir (1830), tempera, craie, or, encre,sur gesso, sur papier, 30 × 20 cm, Tate Gallery, Londres[1]
- Le Pommier magique (v.1830), encre brune et aquarelle, 17 x 28 cm, Cambridge, Fitzwilliam Museum
- Le Glanage dans le champ (vers 1833), tempera sur acajou, 30 × 45 cm, Tate Gallery, Londres[7]
- Les Chutes d'eau, Pistil Mawddach, au nord du Pays de Galles (1835-1836), huile sur toile, 41 × 26 cm, Tate Gallery, Londres[3]
- Paysage rocheux au Pays de Galles (1835-1836), gouache et aquarelle, 38 × 48 cm, Centre d'art britannique de Yale[8]
- Un rêve dans les Apennins (exposé 1864), aquarelle et gouache sur papier, sur bois, 66 × 102 cm, Tate Gallery, Londres[2]
- Le Colisée et l'Arc de Constantin du Palatin, Rome (1837-1839), aquarelle et graphite, 14 × 28 cm, Tate Gallery, Londres[4]
- Orage d'été près de Pulborough, Sussex (vers 1851), aquarelle sur papier, 51 × 72 cm, Musée national d'Australie-Méridionale[9]
- Le Coucher du soleil (vers 1861), aquarelle, gouache, 27 × 39 cm, Centre d'art britannique de Yale[10]

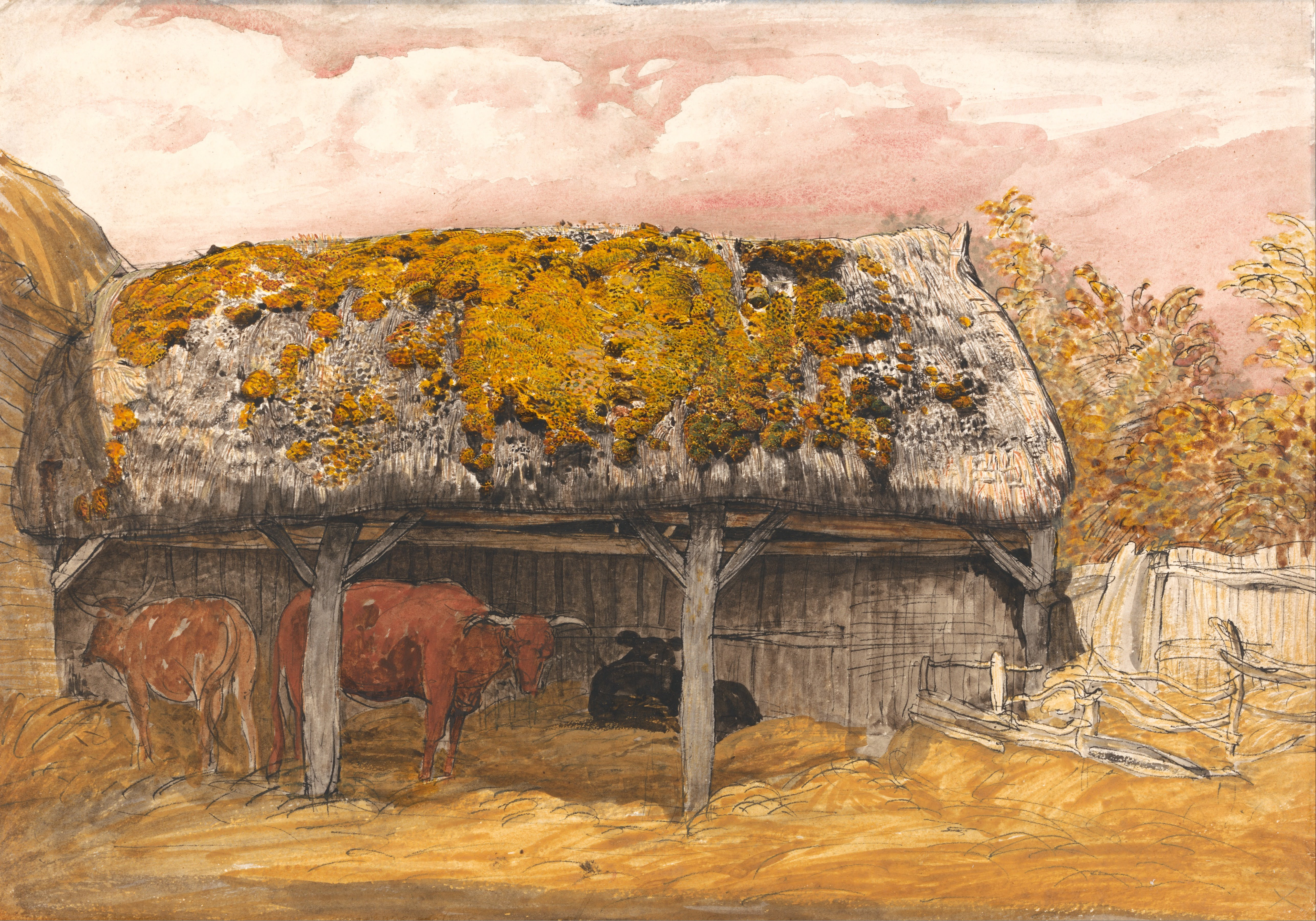
Une étable au toit de mousse (vers 1829) Centre d'art britannique de Yale
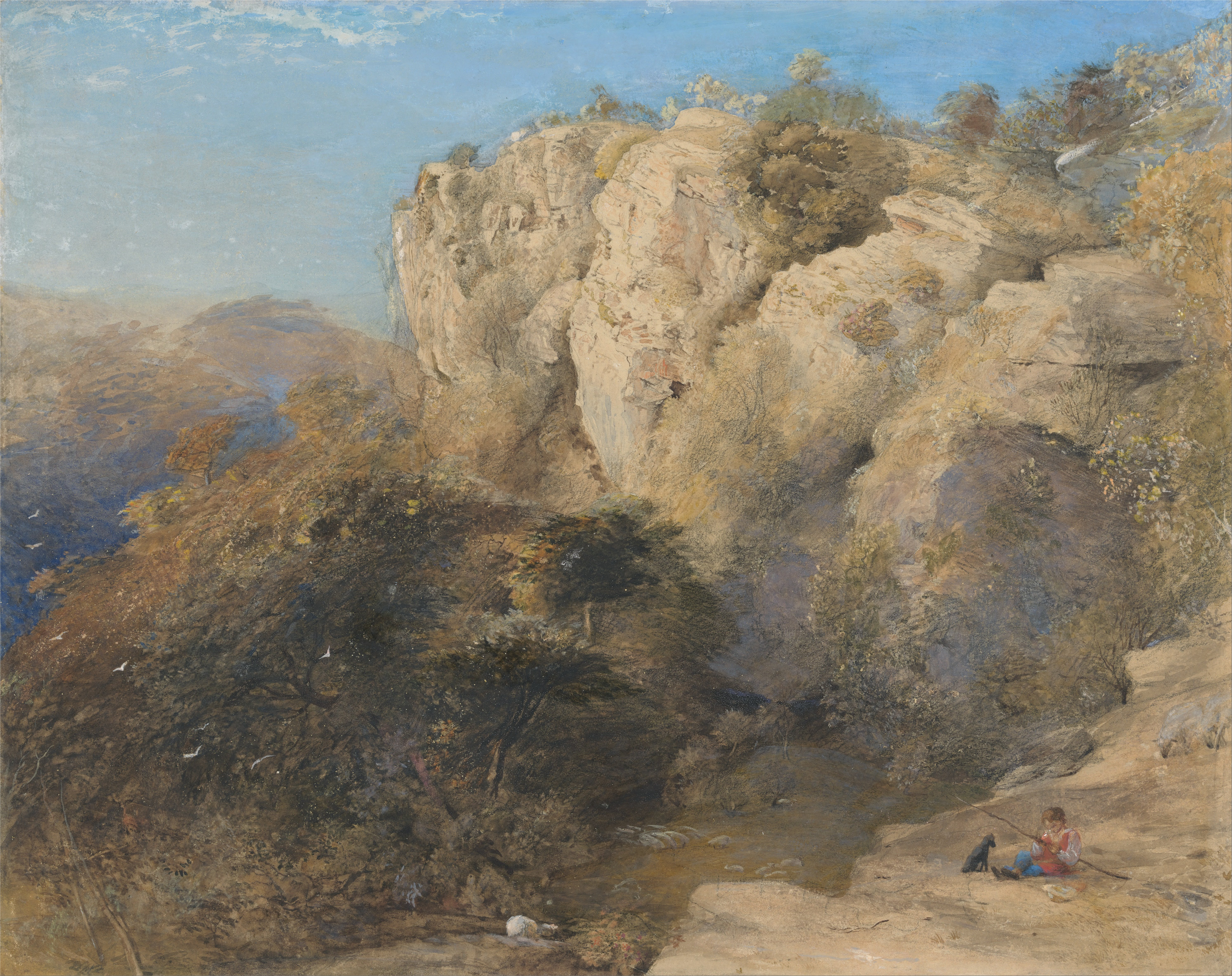
Paysage rocheux au Pays de Galles (1835-1836) Centre d'art britannique de Yale
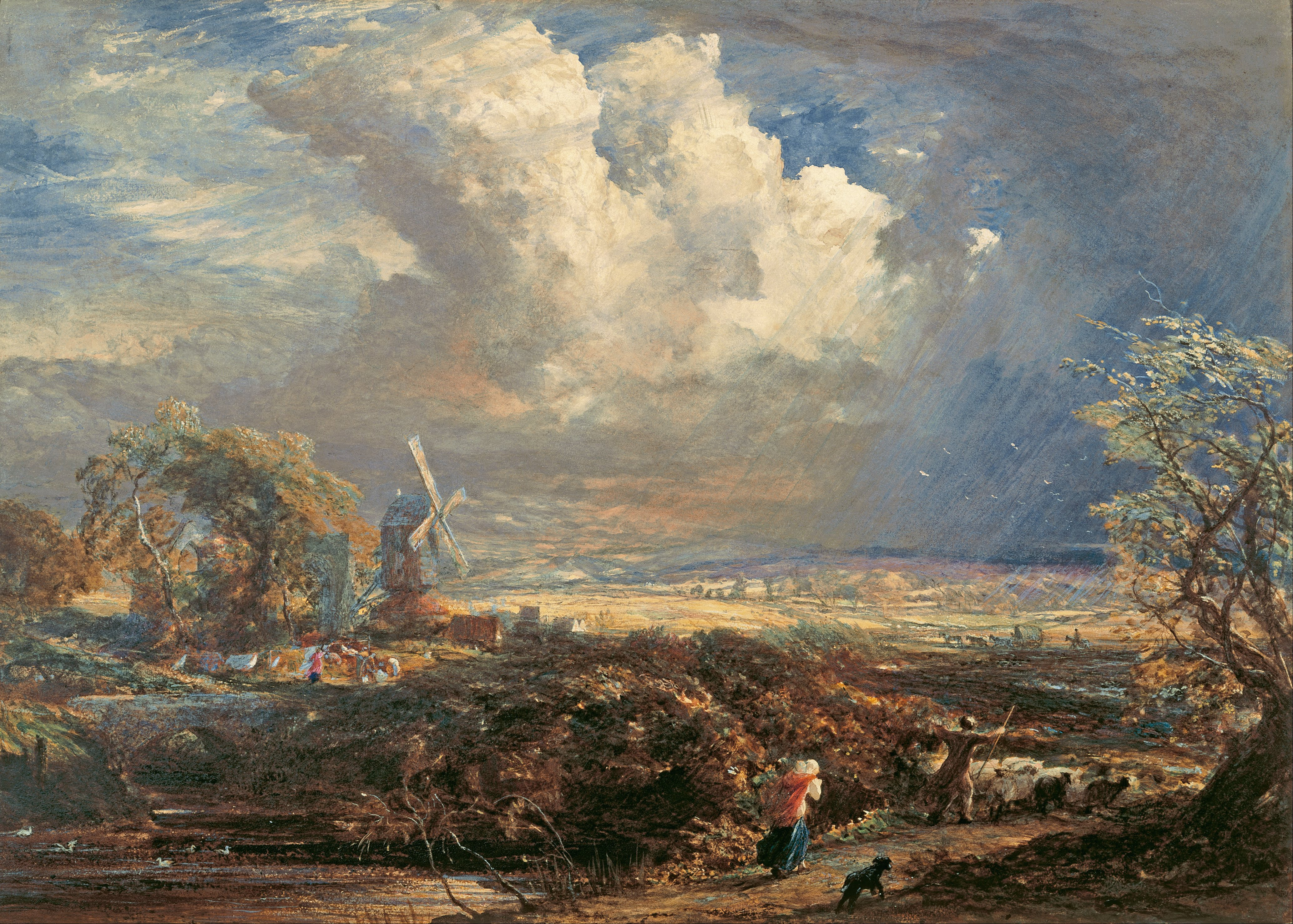
Orage d'été près de Pulborough (vers 1851) Musée national d'Australie-Méridionale
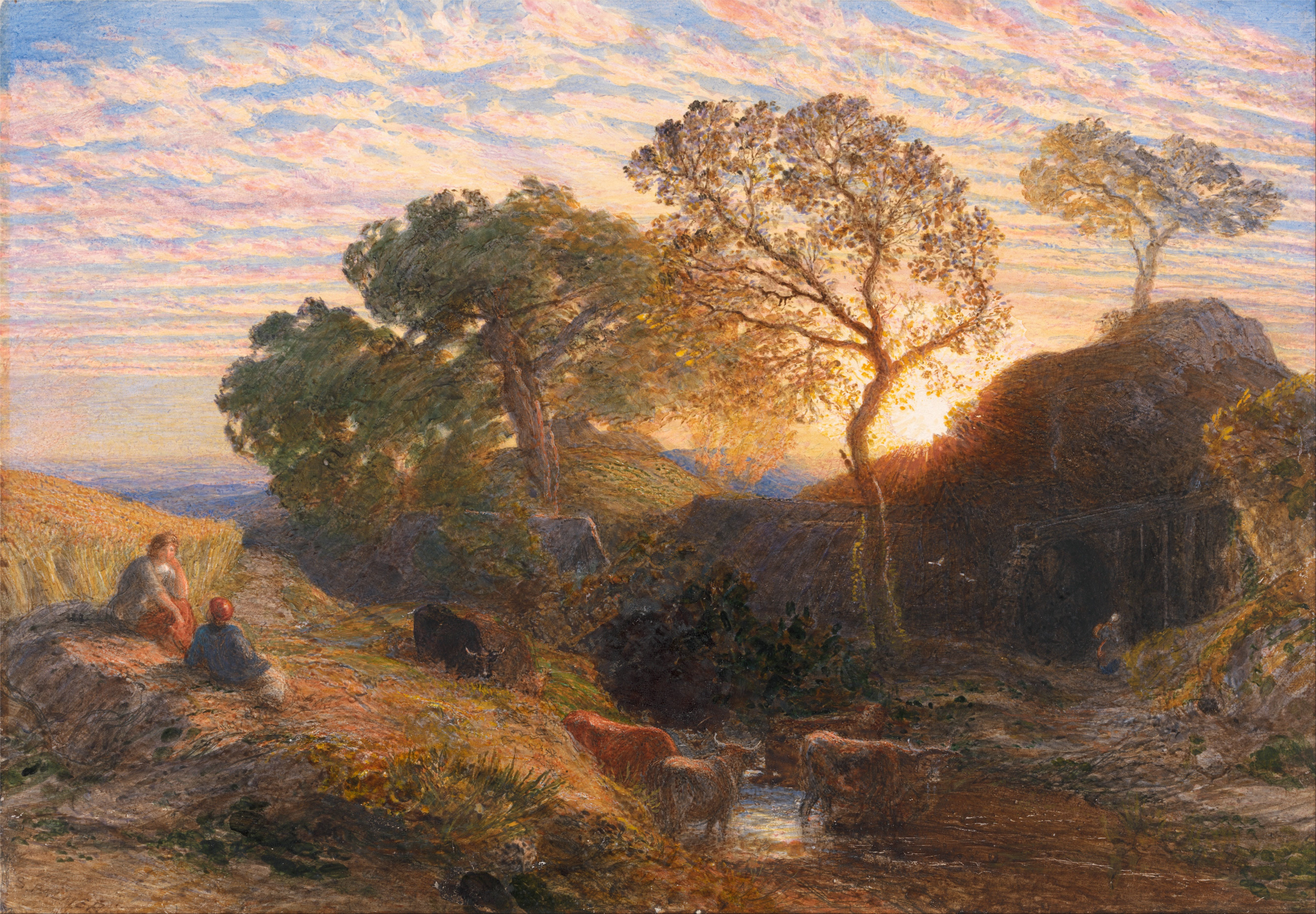
Le Coucher du soleil (vers 1861) Centre d'art britannique de Yale

### Eaux-fortes
Il réalise plusieurs eaux-fortes au sein du Etching Club, un club d'aquafortistes anglais qui publie quelques-unes de ses œuvres, comme The Rising Moon (1857), The Sky-Lark (1850, publiée en 1857), The Sleeping Shepherd (1857) et The Lonely Tower (1879).
- The Rising Moon (1857), Eau-forte
- The Sky-Lark (1850, publiée en 1857), Eau-forte
- The Sleeping Shepherd (1857), Eau-forte
- The Lonely Tower (1879), Eau-forte

## Postérité
En 1909, Alfred Herbert Palmer, un autre de ses fils, brûle des tableaux, croquis, carnets de notes, estimant que leur destruction vaut mieux qu'une existence complètement dédaignée et ignorée.
En 1926 pourtant, une exposition lui est consacrée au Victoria and Albert Museum. On doit sa redécouverte principalement à une petite biographie de Geoffrey Grigson (en) parue en 1947 puis, en 2005, le British Museum collabore avec le Metropolitan Museum of Art pour organiser la première véritable rétrospective de son œuvre.
Dans les années 1960, Tom Keating fabriqua de nombreux faux tableaux.